# 알베르토 로센데
알베르토 로센데(스페인어: Alberto Rosende, 1993년 2월 14일 ~ )는 미국의 배우로 드라마 《섀도우 헌터스》에서 사이먼 역으로 출연한다. 플로리다 남주 출신인 그는 콜롬비아와 쿠바 혈통을 지녔다.